# Catoptria brachyrabda
Catoptria brachyrabda là một loài bướm đêm trong họ Crambidae.